# Krasni novi svet
Krasni novi svet (angleški izvirnik Brave New World) je antiutopični roman angleškega pisatelja Aldousa Huxleyja iz leta 1932.
Roman je nastal iz različnih pobud, zlasti družbeno-političnih, književnih in biografskih. Obisk Združenih držav Amerike leta 1925 je Huxleya navdal s črnogledostjo glede kulturne prihodnosti Evrope. Med potovanjem okoli Azije je Huxley v ladijski knjižnici odkril knjigo Henryja Forda z naslovom My Life and Work. Maja 1931 je nekemu časnikarju dejal, da piše roman o prihodnosti iz zgroženosti nad utopijo H. G. Wellsa in iz protesta proti njej.
Že pred tem se je nekajkrat javno rogal utopičnemu Wellsovemu romanu Men Like Gods (Bogovom podobni ljudje, 1923), ki po njegovem mnenju upodablja ljudi kot »dejavne, optimistične, strpne in ravnodušne«. Čeprav sta si Huxley in Wells v marsičem nasprotovala, sta se skladala z zavračanjem parlamentarne demokracije in v mnenju, da je treba družbo hierarhično preurediti tako, da jo bo nadzorovala duhovna elita strokovnjakov. Prvotni Huxleyev namen je bil napisati satiro na Wellsov utopični roman in čudni kalifornijski svet »z neizmišljenimi vprašanji sodobnosti«
Polom na Wall Streetu oktobra 1929 je sprožil svetovno gospodarsko krizo. Huxley je dejal, da bi morali v Veliki Britaniji sprejeti tak nacionalni načrt, kakršnega je Sovjetska zveza leta 1928 sprejela s prvo petletko. Huxley se je pri pisanju dela združil s številnimi znanimi osebnostmi tedanjega časa, npr. Virgino Woolf, Yehudijem Menuhinom, Charliejem Chaplinom in Betrandom Russlom. Krasni novi svet je pisal med aprilom in avgustom leta 1931. Kot je tedaj izjavil, na začetku niti sam ni bil prepričan, kaj piše – satiro, prerokbo ali nadroben načrt za prihodnost.